# Georges d'Amastris
Pour les articles homonymes, voir Saint Georges (homonymie).
Georges d'Amastris, l'un des saint Georges, fut évêque et confesseur et vécut en Paphlagonie, région du nord de l'Asie Mineure où il fut évêque d'Amastris (it) (fin du VIIIe siècle-début du IXe siècle).
Il eut à souffrir de l'invasion des Russes encore païens. Il composa un grand nombre d'hymnes et de tropaires dont certains sont encore chantés aujourd'hui.

## Biographie
Georges naquit à Chromma, près d'Amastris, sur la mer Noire. Admis tout jeune au nombre des clercs, il voulut vivre dans la solitude, vécut en ermite sur le mont Sirik, devint un peu plus tard moine au monastère de Bonyssa, où il s'appliqua à étudier les Saintes Écritures et notamment les modèles de vertu qu'elles présentent, entre autres : la chasteté de Joseph, la patience de Job, la foi d'Abraham. 
Les fidèles d'Amastris désirèrent l'avoir pour évêque ; ne pouvant par eux-mêmes le décider à accepter cette charge, ils eurent recours à l'intervention de Taraise, patriarche de Constantinople. Celui-ci se souvenait d'avoir admiré autrefois les vertus de l'enfant ; il n'eut pas de peine à ratifier ce choix, et, bien que l'empereur Constantin VI eût songé à un autre candidat, le patriarche s'empressa de sacrer Georges. 
Il fallut faire violence au nouvel évêque pour lui faire accepter cette charge.
Les fidèles accueillirent avec joie celui qu'ils considéraient comme l'un des leurs ; Georges travailla avec un grand zèle à leur sanctification. Le métropolitain de Gangra (aujourd'hui Çankırı) lui ayant fait subir quelques avanies, Georges obtint qu'Amastris fût érigé en archevêché et ne dépendît plus que du patriarcat de Constantinople. Après une invasion des Sarrasins, il travailla efficacement à expulser les envahisseurs.
À sa mort, tout le diocèse le pleura et le vénéra comme un saint. Les barbares de Russie, ayant voulu renverser son tombeau, furent immobilisés sur place ; il fallut une intervention du saint pour leur rendre l'usage de leurs membres.
Sa Vie a été écrite par Ignace le Diacre.
Il est célébré, surtout par l'Église orthodoxe, le 21 février.